# Carrera Séptima
La Carrera Séptima, también llamada Avenida Séptima o Avenida Alberto Lleras Camargo, es una de las principales vías arterias que recorre la ciudad de Bogotá de norte a sur en su zona oriental. Su primer nombre fue: Camino Real a Tunja y también es conocida como Carretera Central del Norte en la parte rural del norte de Bogotá. Es la vía más importante en los ámbitos histórico, cultural, económico y social de la ciudad y del centro de Colombia.

## Historia
Desde su fundación, la carrera Séptima ha sido la avenida más representativa y el eje vital de Bogotá, por su valor histórico y cultural. Su desarrollo se remonta al siglo XVI, recién creada Bogotá, cuando se inauguró el camino que iba al norte, después de unir las dos plazas principales de la ciudad: San Francisco, en la calle 14, y la de Bolívar, en la calle 10. 
El camino se trazó sobre un viejo camino indígena que iba al poblado indígena de Usaquén. Su prolongación iba a Zipaquirá, y finalmente, a la ciudad de Tunja. En la entonces salida norte de la ciudad, cruzaba el río San Agustín, y el San Francisco. Este punto (la actual calle 26) y el centro (la Plaza de Bolívar), estaban unidos en ese entonces por tres caminos: el de la carrera Séptima se llamó "Camino de la Carrera", porque eran comunes las carreras de caballos, imitando un hipódromo. 
Sobre la incipiente carrera Séptima, que ya era la vía principal de la ciudad, se construyeron sitios importantes: la Catedral Basílica Metropolitana y Primada, el convento de Santo Domingo, las iglesias de Santa Bárbara, San Francisco, La Tercera, La Veracruz, Las Nieves, San Agustín y San Diego. 
Entre 1884 y mediados del siglo XX circuló por su línea más antigua el tranvía de la ciudad, que era halado por mulas, y comunicaba a Bogotá con Chapinero. Entrado el siglo XX, se instaló el sistema eléctrico, aunque esto no desplazó el uso peatonal de la vía. Allí se desarrollaba el desfile del Corpus Christi, la marcha fúnebre de los personajes más destacados de la sociedad (comienzan en la Catedral Basílica Metropolitana y Primada, y van al norte por esta avenida, hasta la calle 26, donde giran al occidente para llegar al Cementerio Central). En 1948 fue el escenario del asesinato de Jorge Eliécer Gaitán en la avenida Jiménez.
En 1958, entre las calles 12 y 13, se produjo el incendio del Almacén Vida que dejó 88 muertos.
A principios del siglo XX, comenzó a tener un aire apacible y señorial. Las casas de lujo de la ciudad se ubicaban a sus costados, hacia el norte, junto con los sitios de reunión de la sociedad, como la Terraza Pasteur. A mediados, se ensanchó la avenida para olvidar su vieja anchura colonial y se le dio paso al creciente tráfico automotor. La carrera Séptima es la avenida con mayor diversidad de usos que tiene la ciudad. 

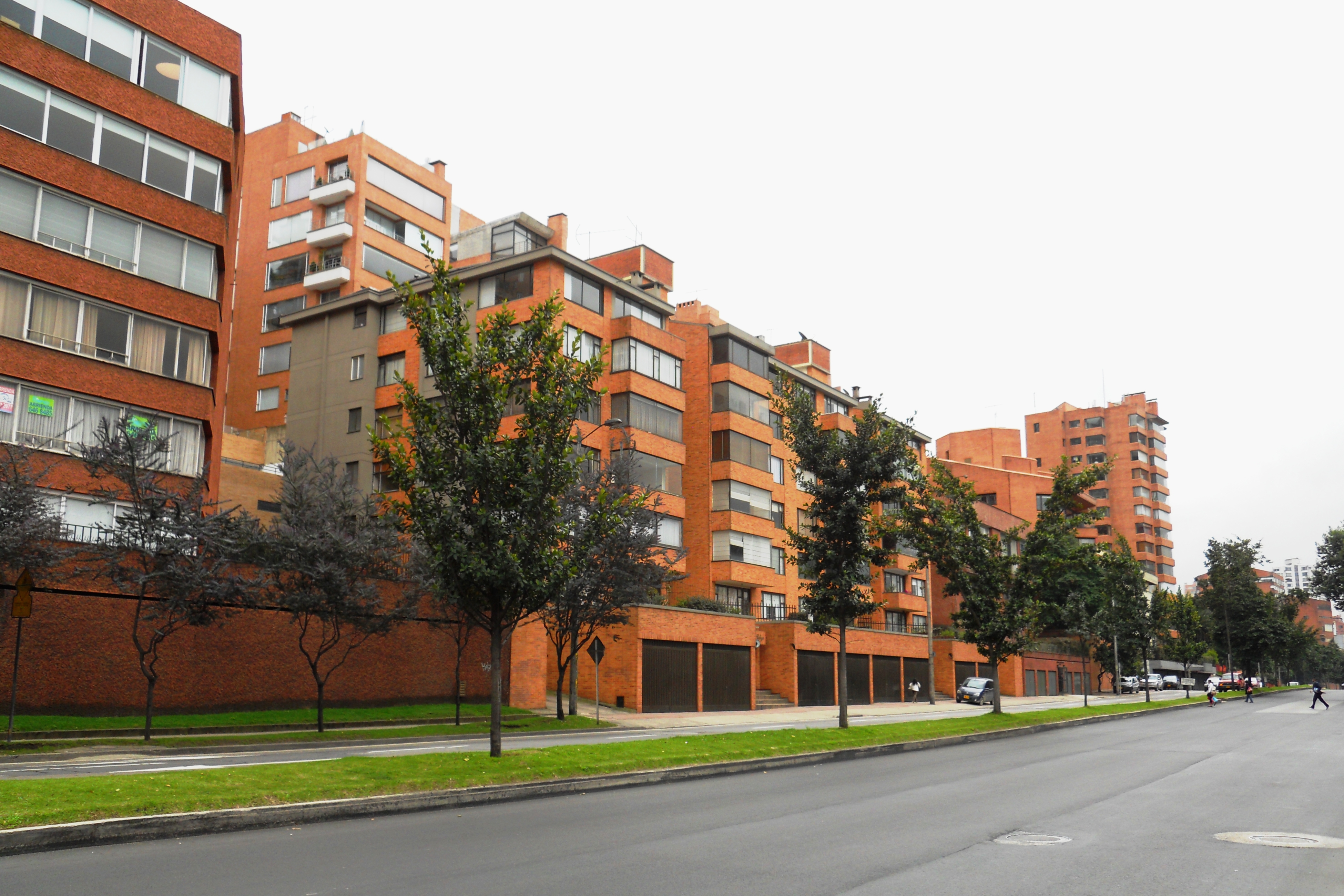
Edificios del barrio El Refugio, en la Carrera Séptima con calle 88.

Vehicular, peatonal, ciclístico, maratónico, carnavalesco, religioso, recreativo y de marcha social, política y militar. El patrimonio de la carrera séptima no solo se encuentra en los Monumentos Nacionales o los Bienes de Interés Cultural Distritales con los que cuenta, se encuentra también en la diversidad de actividades que permite: cine, juegos, encuentro, entretenimiento callejero, comerciales y actividades diurnas y nocturnas.
Para el 6 de enero del 2015, se eliminó desde las calles 32 a 92 en el sentido sur-norte de la vía, cambiando a la circulación para ambos sentidos para la facilitación del flujo de movilidad en el occidente de la ciudad.
Se ha propuesto para esta vía algunas soluciones de movilidad incluidas posibles ampliaciones, troncal de TransMilenio y un corredor verde que podría de alguna manera solucionar el caos de movilidad que aún impera en la actualidad.

## El trazado
En el norte, la carrera Séptima, inicia su trazado en el sitio de La Caro en el municipio de Chía, a 10 kilómetros del perímetro de Bogotá. Hacia el sur continúa, cruzando las localidades de Usaquén, Chapinero, Santafé, La Candelaria y San Cristóbal, donde la vía continúa con un cambio de nomenclatura en la calle 12 sur, cerca del paso del Río Fucha. A partir de ahí, la Avenida Séptima sigue su dirección para atravesar la Avenida Primero de Mayo y continuar hasta alcanzar la Plazoleta de la Iglesia del Divino Niño 20 de Julio. Desde la época de la colonia es la Calle Real de Bogotá y por tanto su vía más simbólica.

### Después de calle 26
Después de la calle 26 esta para seguir por ella en automóvil hay que pasar a avenida Fernando Mazuera carrera 10 debido al denominado "Septimazo" el cual es peatonal el cual tiene la nomenclatura carrera 7 esto pasa para llegar hasta avenida primera de mayo y portal 20 de julio.

## Transporte

### TransMilenio

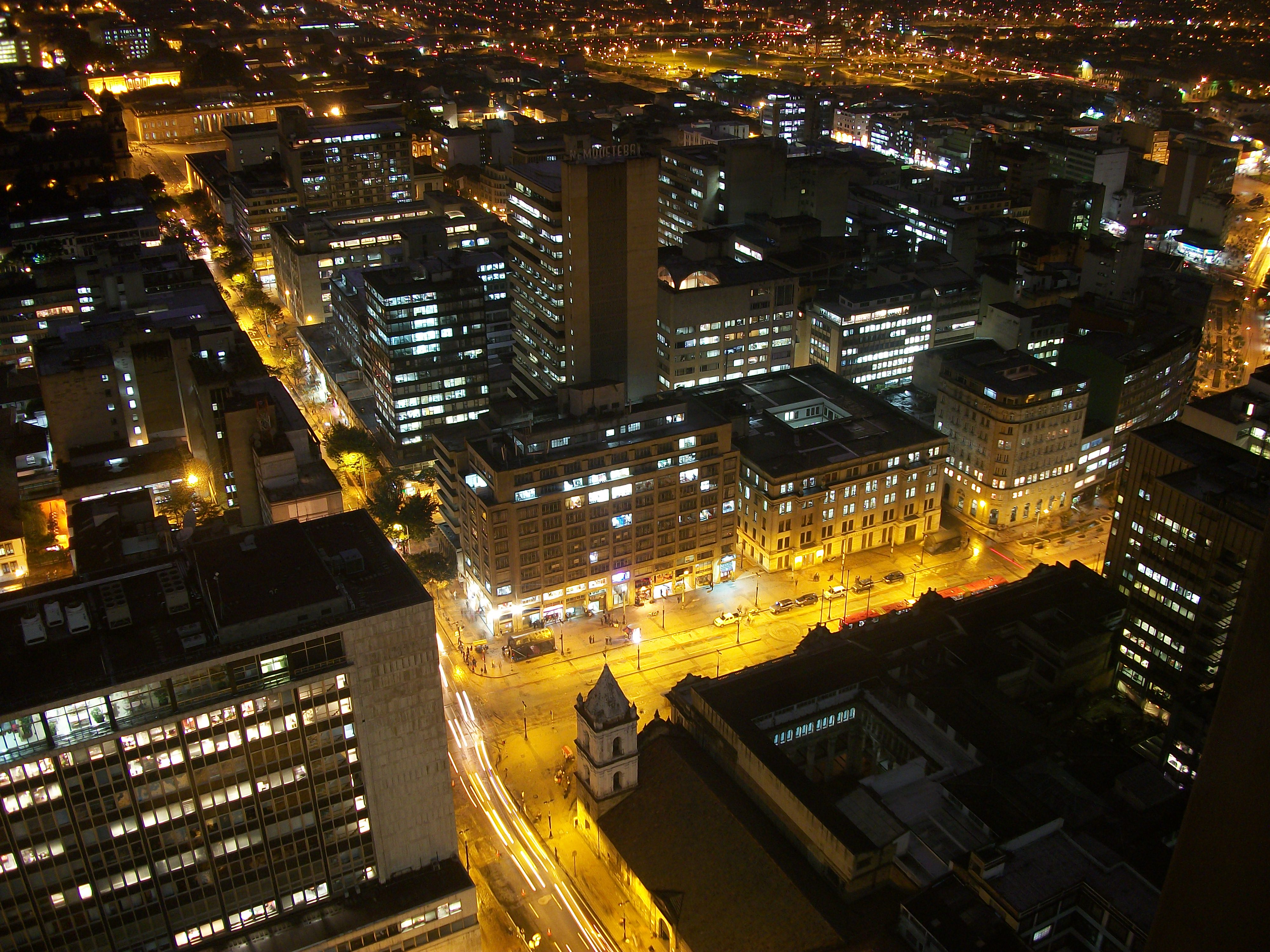
Cruce de la carrera Séptima con la avenida Jiménez.

La Carrera Séptima cuenta con una estación subterránea de TransMilenio ubicada entre la Carrera 7 y la Carrera 10 entre calles 28 y 32 llamada Museo Nacional - FNG, perteneciente a la línea "M", siendo la única estación con esta señalética. Sin embargo, las rutas duales D81, C84, M86 y M82 pasan por gran parte de esta vía, siendo esta última la que llega más al norte, alcanzando la Calle 134.
Cabe aclarar que, cuando hay ciclorruta dominical en esta vía, el recorrido de estas rutas (al sur) se traslada a la carrera 13, para luego tomar la calle 34 al oriente e ingresar a la estación Museo Nacional.

### Rutas alimentadoras
Portal Norte
- 2-4 El Codito:[4] Para esta vía, se alimenta en el oriental hacia el norte entre las calles 170 a 175 para ingresar a la parte alta en los barrios Bosque de María, Bello Horizonte Norte y El Codito y retornar a la misma avenida entre las Calles 190 a 183 hacia el sur regreso al Portal.

## Sitios en la vía

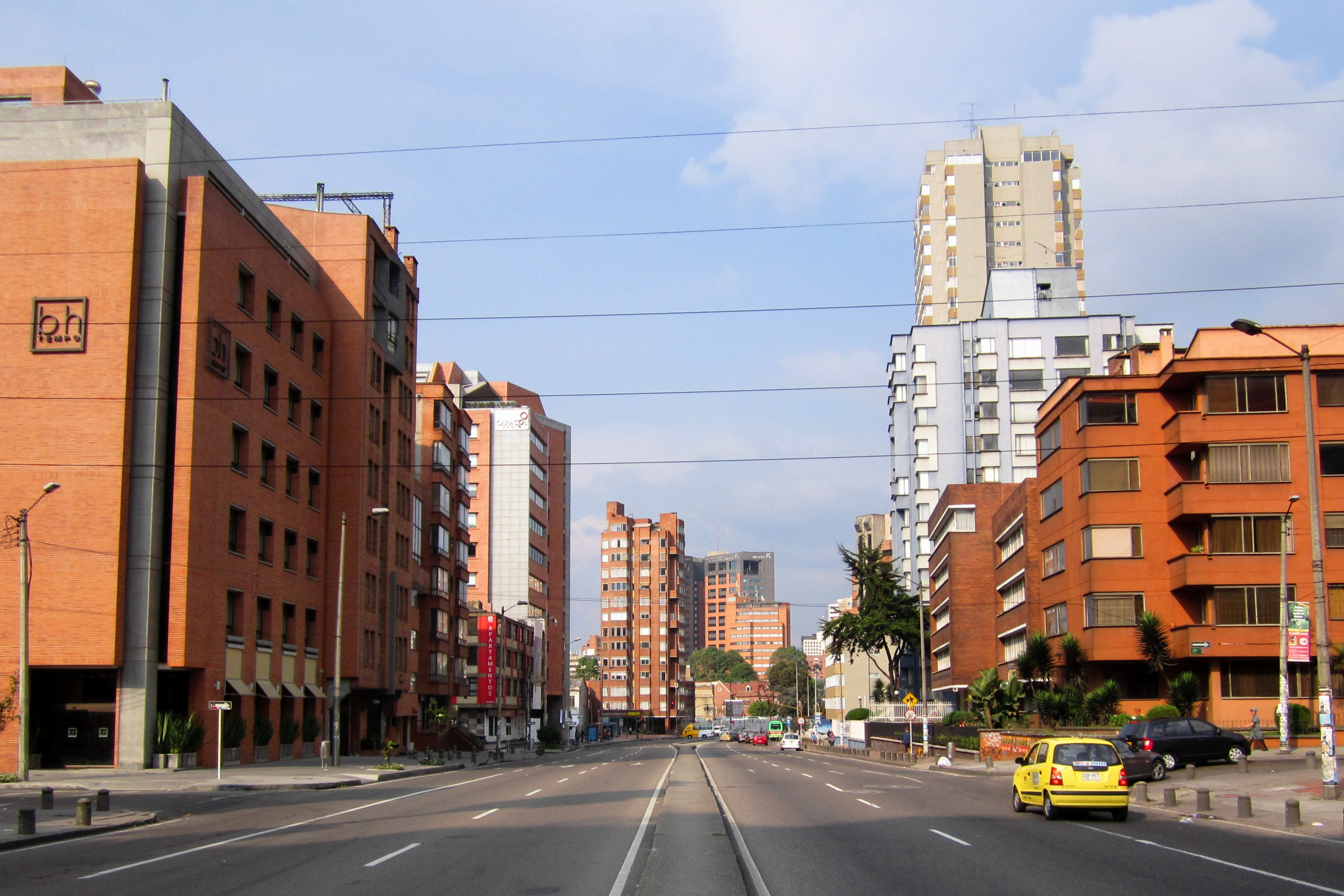
Carrera Séptima con calle 65.

La carrera Séptima atraviesa Bogotá de sur a norte. Pasa por las localidades de La Candelaria, Santa Fe, San Cristóbal, Chapinero y Usaquén, ubicándose en el piedemonte de los cerros orientales.
En La Candelaria
- Parroquia Santa Bárbara - Centro
- El Palacio de Nariño
- El Capitolio Nacional de Colombia
- El Colegio Mayor de San Bartolomé
- La Plaza de Bolívar

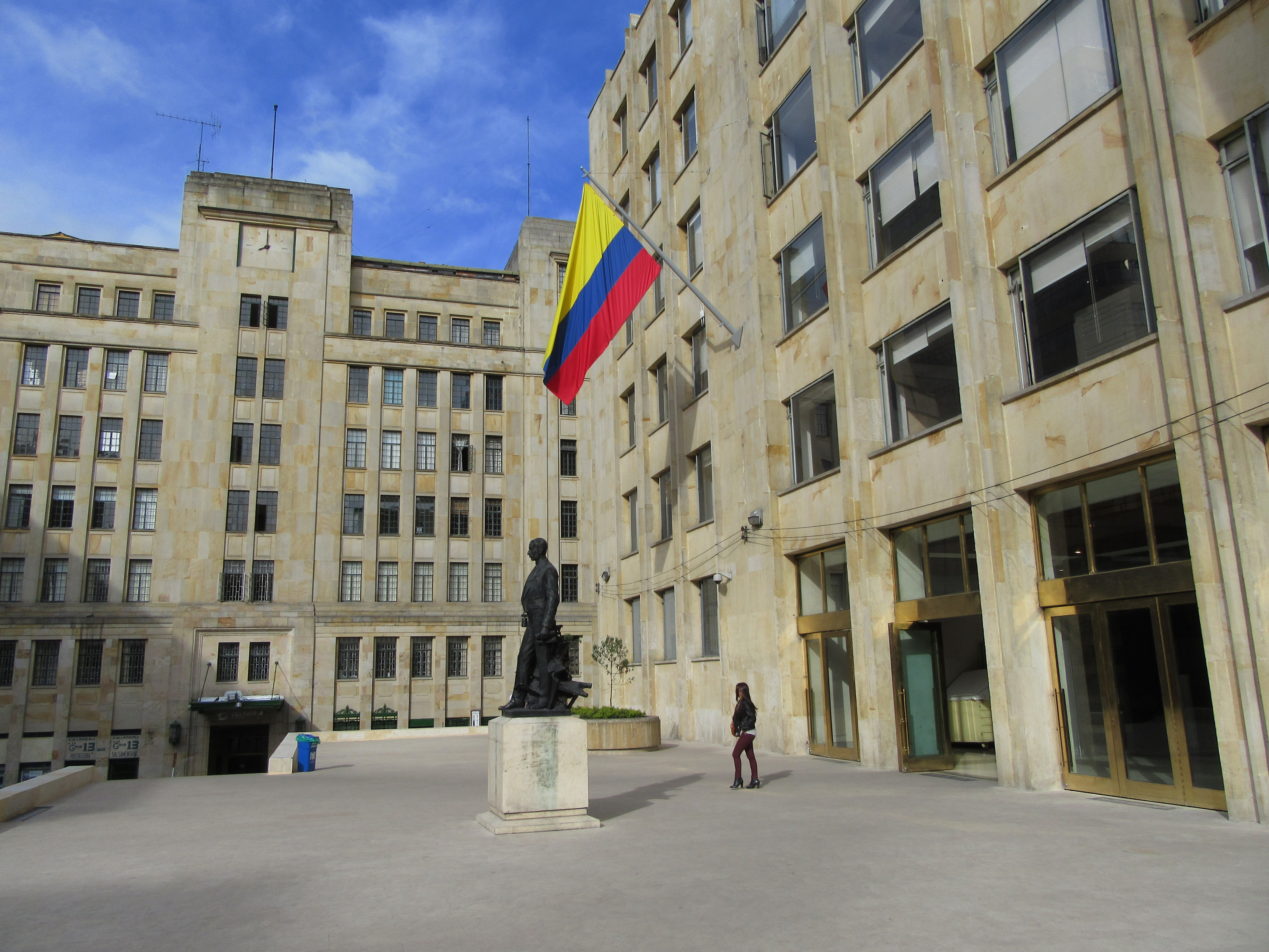
El Edificio Manuel Murillo Toro.

- La Catedral Basílica Metropolitana de Bogotá y Primada de Colombia
- El museo Casa del Florero
- El Palacio de Justicia
- El Edificio El Tiempo
- El Edificio Manuel Murillo Toro
- El edificio Henry Faux

En Santa Fe
- Parroquia Nuestra Señora del Carmen - Las Cruces
- El Edificio del Banco de la República
- La Iglesia de San Francisco
- La iglesia de La Tercera
- La Parroquia de la Veracruz
- El Parque Santander
- La Parroquia Nuestra Señora de Las Nieves
- El Museo Nacional de Colombia
- El Teatro Jorge Eliécer Gaitán
- El centro comercial Terraza Pasteur
- La Torre Colpatria
- El Centro Internacional
- El parque nacional

En San Cristóbal
- La Iglesia de Villa Javier
- La Villa Ana Julia
- El Patrimonio Arquitectónico Barrio Primero de Mayo
- El Primer Conjunto Residencial Bogotá en Villa Javier
- La Parroquia del Divino Niño del 20 de Julio
- El Alto Río Fucha

En Chapinero
- La Pontificia Universidad Javeriana
- La Universidad Distrital Francisco José de Caldas
- Basílica de Nuestra Señora de Lourdes
- Sede de Caracol Radio
- El centro financiero de la Avenida Chile (Calle 72)
- El Parque Museo del Chicó

En Usaquén
- El Cantón Norte del Ejército
- El Centro Comercial Hacienda Santa Bárbara
- El Centro Empresarial Santa Bárbara
- La zona histórica de Usaquén
- El Centro Comercial Palatino
- Los conjuntos residenciales Montearroyo, Bosques de la cañada, Sierras del moral
- El complejo América Centro Mundial de Negocios
- El Hospital Simón Bolívar
- El conjunto de edificios North Point
- Codabas Central De Abastos Del Norte
- Compensar Calle 220
- Multiparque